# Bryobates
Bryobates là một chi bọ cánh cứng trong họ Chrysomelidae.
Chi này được Broun miêu tả khoa học năm 1886.

## Các loài
Các loài trong chi này gồm:
- Bryobates aeratus Broun, 1914
- Bryobates coniformis Broun, 1886
- Bryobates nigricans Broun, 1914
- Bryobates rugidorsis Broun, 1917